# Vaumarcus

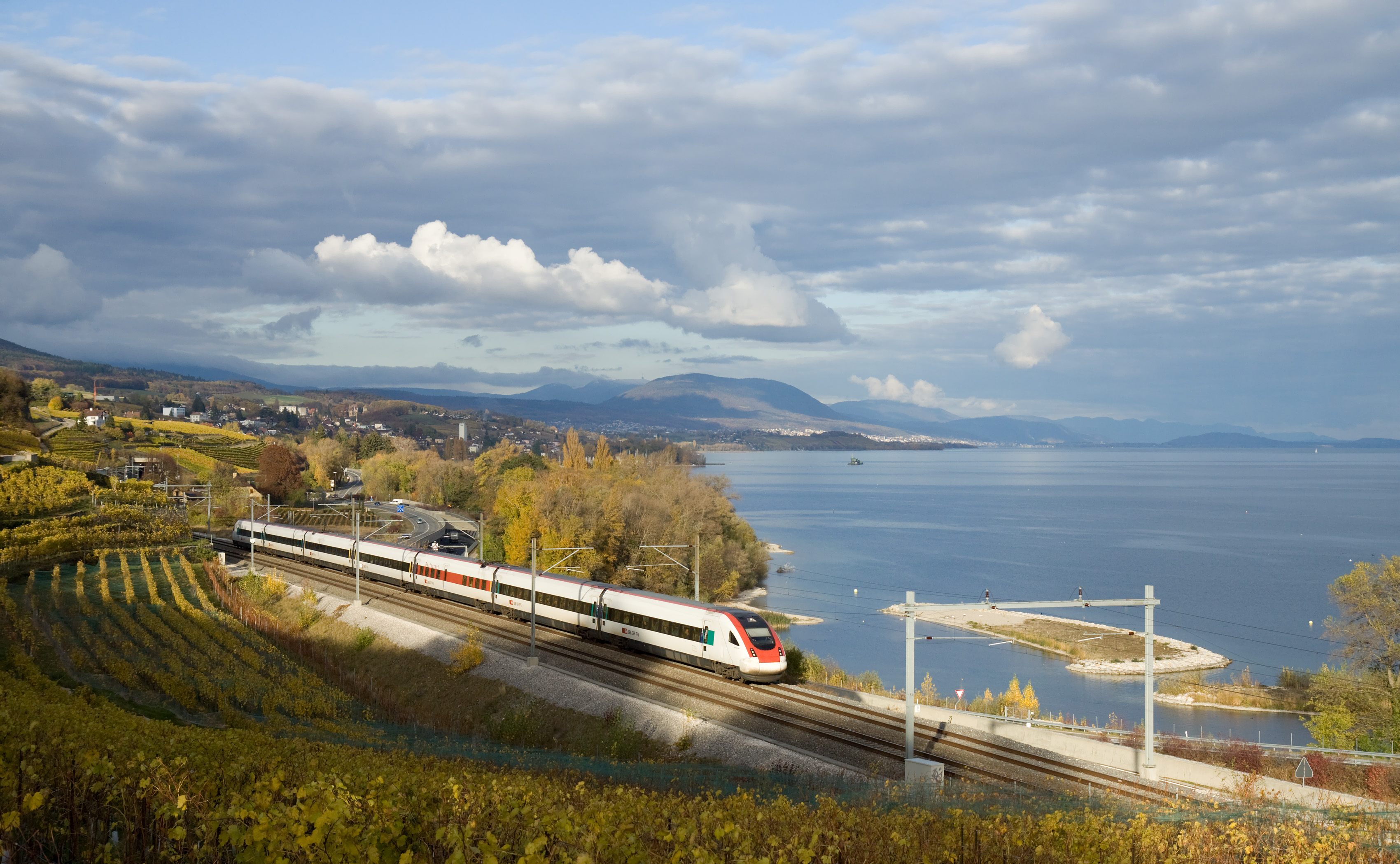
Järnvägslinjen vid Vaumarcus.

Vaumarcus (äldre tyskt namn: Famergü) är en ort i kommunen La Grande Béroche i kantonen Neuchâtel i Schweiz. Den ligger på en höjd av 447 meter över havet, cirka 18,5 kilometer sydväst om Neuchâtel. Orten har 298 invånare (2023).
Vaumarcus ligger vid Jurabergens södra sluttningar Neuchâtelsjöns norra strandlinje. Fram till mitten av 1900-talet dominerades ortens ekonomi av jordbruket, där vinodling hade en större betydelse. Idag finns dessutom flera anläggningar för turister. Orten har anslutning till en större väg mellan Neuchâtel och Yverdon-les-Bains. Sedan 1859 har Vaumarcus en station vid järnvägslinjen Neuchâtel–Yverdon-les-Bains.
Orten var före den 1 januari 2018 en egen kommun, men slogs då samman med kommunerna Bevaix, Fresens, Gorgier, Montalchez och Saint-Aubin-Sauges till den nya kommunen La Grande Béroche. Den tidigare kommunen omfattade även byn Vernéaz och hade namnet Vaumarcus-Vernéaz fram till 1966.